# Liste der Monuments historiques in Saint-Trojan-les-Bains
Die Liste der Monuments historiques in Saint-Trojan-les-Bains führt die Monuments historiques in der französischen Gemeinde Saint-Trojan-les-Bains auf.

## Liste der Objekte
| Bezeichnung                                             | Beschreibung                  | Standort                       | Kennzeichnung | Schutzstatus | Datum | Bild |
| ------------------------------------------------------- | ----------------------------- | ------------------------------ | ------------- | ------------ | ----- | ---- |
| Ölgemälde Donation du Rosaire                           | um 1800                       | in der Kirche St-Trojan (Lage) | PM17001793    | Inscrit      | 1994  |      |
| Votivgabe: L’Espérance                                  | Holz, 1863                    | in der Kirche St-Trojan (Lage) | PM17001010    | Inscrit      | 1978  |      |
| Kanzel                                                  | Holz, 18./19. Jahrhundert     | in der Kirche St-Trojan (Lage) | PM17001060    | Inscrit      | 1979  |      |
| Skulptur Christus am Kreuz                              | Holz, bemalt, 18. Jahrhundert | in der Kirche St-Trojan (Lage) | PM17001058    | Inscrit      | 1979  |      |
| Gemälde Le Christ et saint Pierre marchant sur les eaux | 18. Jahrhundert               | in der Kirche St-Trojan (Lage) | PM17001059    | Inscrit      | 1979  |      |
| Votivgabe: Schiffsmodell                                | Holz, 19. Jahrhundert         | in der Kirche St-Trojan (Lage) | PM17000459    | Classé       | 1980  |      |
| Votivgabe: Büste von André Félix                        | Holz, 1847                    | in der Kirche St-Trojan (Lage) | PM17001009    | Inscrit      | 1978  |      |
| Gemälde Vierge à l’Enfant dite Notre-Dame-de-la-mer     | 18. Jahrhundert               | in der Kirche St-Trojan (Lage) | PM17001061    | Inscrit      | 1979  |      |
| Modell des Schiffes Victory                             | Holz, 20. Jahrhundert         | in der Kirche St-Trojan (Lage) | PM17000460    | Classé       | 1980  |      |